# Szent Mihály és Gábriel arkangyalok fatemplom (Dumbráva)
A dumbrávai Szent Mihály és Gábriel arkangyalok fatemplom műemlékké nyilvánított épület Romániában, Beszterce-Naszód megyében. A romániai műemlékek jegyzékében a  BN-II-m-B-01651 sorszámon szerepel.